# 赵忠贤
赵忠贤（1941年1月30日—），男，辽宁新民人，中国超导物理学家，中国科学技术协会副主席、中國科學院学部咨询委员会主任、中国科学院物理研究所研究员、学术委员会主任，国家超导重点实验室学术委员会主任。

## 生平
赵忠贤生于辽宁新民，1955年就讀於阜新市高級中學，1959年考入中國科學技術大學技术物理系，1964年毕业后一直在中國科學院物理所从事低温与超导研究。1974年-1975年，赵忠贤赴英国剑桥大学进修。1976年，赵忠贤开始从事高温超导电性研究。1983年，开始研究氧化物超导体及重费米子超导性。1984年-1986年初，在美国艾姆斯实验室等作访问学者。 
1987年的超导竞赛中，赵忠贤小组在极端落后的实验条件下，夜以继日的工作，其研究成果为中国科学界赢得世界性的荣誉。1987年春，赵忠贤幾乎與朱經武同時发现了液氮温区超导体，首先发现起始转变温度48.6K的锶镧铜氧系材料和钡镧铜氧70K超导迹象，震惊了世界。同年2月20日，赵忠贤小组首先发现起始转变温度100K以上超导体。2001年6月，中国科学技术协会第六次全国代表大会召开，并选举其出任第六届全国委员会副主席。2006年5月，中国科学技术协会第七次全国代表大会召开，选举产生第七届委员会，他当选为副主席。

## 榮譽
- 1986年 第三世界科学院物理奖
- 1987年 当选第三世界科学院院士
- 1988年 中科院科技进步特等奖，陈嘉庚物质科学奖
- 1990年 国家自然科学一等奖(集体)
- 1991年 当选中国科学院学部委员（院士）
- 1992年 首届"王丹萍科学奖金"
- 1997年 何梁何利基金科学与技术进步奖
- 1998年 当选为中科院数学物理学部主任
- 2013年 国家自然科学一等奖(集体)
- 2014年 何梁何利基金科学与技术成就奖
- 2015年 马蒂亚斯奖（與鐵基超導體「無關」）
- 2016年度中华人民共和国国家最高科学技术奖[5]
- 2023年 未来科学大奖[6]